# فرودگاه جزیره لیفوکا
فرودگاه جزیره لیفوکا (به انگلیسی: Lifuka Island Airport) (به زبان بومی: Salote Pilolevu Airport) یک فرودگاه همگانی با کد یاتا HPA است که یک باند فرود آسفالت دارد و طول باند آن ۷۰۱ متر است. این فرودگاه در کشور تونگا قرار دارد و در ارتفاع ۹ متری از سطح دریا واقع شده است.

## شرکت‌های هواپیمایی و مقصدهای پروازی
| شرکت‌های هواپیمایی | مقصدهای پروازی  |
| ----------------- | --------------- |
| Real Tonga        | فوآموتو، واوایو |